# Het teken van Athena
Het teken van Athena is het derde boek in de Helden van Olympus serie, geschreven door Rick Riordan. Het boek kwam uit op 2 oktober 2012, en is het vervolg op De zoon van Neptunus. In Het teken van Athena wordt het verhaal telkens vanuit het perspectief van een ander personage gevolgd, de halfgoden: Annabeth Chase, Leo Valdez, Piper McLean, en Percy Jackson; en de Romeinse halfgoden Jason Grace, Hazel Levesque, en Frank Zhang.

## Ontwikkeling
Rick Riordan begon te schrijven aan Het teken van Athena na het afwerken van De zoon van Neptunus.
Tijdens zijn promotietour voor De avonturen van de familie Kane, boek 3 getiteld De schaduw van de Slang, las Riordan een deel voor uit het eerste hoofdstuk van Het teken van Athena. De cover en het volledige eerste hoofdstuk werden ook uitgebracht op de Disney-website over Helden van Olympus.

## Plot
Zes maanden na de gebeurtenissen uit De verloren held, heeft Leo Valdez een trireme gebouwd, de Argo II. Hierop zullen de 7 halfgoden de reis maken naar Griekenland om het ontwaken van Gaea's te verhinderen. Samen met Jason Grace, Piper McLean, en Annabeth Chase, vergezeld door Coach Hedge, arriveert hij in Kamp Jupiter om Percy Jackson en de Romeinse halfgoden op te halen. Op Percy's verzoek zullen Frank Zhang en Hazel Levesque meegaan als afgevaardigden voor de Romeinen, samen met Jason, om de Griekse halfgoden te vergezellen. Annabeth, onthult in een gesprek met Reyna, de praetor van Kamp Jupiter, dat om de Griekse en Romeinse halfgoden te verenigen tegen Gaea, ze eerst de Athena Parthenos moeten terugvinden, een beeld van Athene dat door de Romeinen gestolen was en ergens in Rome verborgen is. Het standbeeld kan enkel teruggevonden worden door nakomelingen, halfgoden, van Athene. Degenen die op zoek gaan naar het standbeeld worden geleid door het teken van Athene, maar nog geen enkele halfgod is levend teruggekeerd van deze queeste.
Tijdens hun tocht krijgen de helden te maken met verschillende obstakels. Ze worden bezeten door Eidolons, gestuurd door Gaea, stelen goddelijk brons van een heropgewekte Narcissus. Ze ontmoeten onderweg ook verschillende goden, zo krijgt Leo een gelukskoekje van Nemesis dat hem later kan helpen, maar als hij het gebruikt, zal hij ook moeten leven met de gevolgen. Percy, Jason en Piper komen Bacchus tegen in Kansas die normaal een afspraak had met Ceres, en nog vele ander goden en monsters die de helden niet gunstig gezind zijn.
Ook de spanningen tussen de halfgoden lopen soms flink op. Vooral tussen Leo en Frank, waarvan de laatste vaak het onderwerp wordt van grappen en plagerijen van de eerste. Frank wordt al helemaal jaloers op de vriendschap tussen Leo en Hazel, als hij ontdekt dat Leo’s identieke overgrootvader Hazels ex-vriendje was. Hazel is dan weer boos op Jason en Leo omdat zij niet onmiddellijk voorstander zijn om Hazels halfbroer Nico di Angelo te gaan redden, die gevangengenomen is door Giant tijdens zijn reis om de Deuren van de Dood te vinden. In de zoektocht naar het Teken van Athena worden ze overvallen door de Romeinen, maar Reyna laat Annabeth toch gaan in haar zoektocht naar de Athena Parthenos.
Als ze na al hun beproevingen door zijn gekomen, arriveren ze eindelijk in Rome. Hier moet de groep zich opsplitsen, Coach Hedge verdedigt het schip, Percy, Jason, en Piper verkennen het Colosseum, Frank, Hazel en Leo zoeken naar Nico, en Annabeth moet alleen, omdat ze een dochter van Athena is, op zoek naar de Athena Parthenos. Ze moeten elk afrekenen met hun eigen obstakels, de Ephialtes en Otis worden verslagen met de hulp van Bacchus, die er wel zijn tijd voor neemt. De Eidolons die teruggekeerd zijn, worden vastgezet met behulp van de bal van Archimedes, maar Leo gebruikt zijn gelukskoekje om de oplossing te vinden. Arachne, de weefster die in een spin veranderd was en de Athena Parthenos bewaakt, wordt misleid om haar eigen val te maken en wordt naar Tartarus gestuurd door de Argo II. De Athena Parthenos wordt op de Argo II gezet, Nico is gered, maar met een laatste stuiptrekking haakt Arachne Annabeth nog vast. Percy probeert haar te redden, maar ze worden beiden naar Tartarus getrokken. Voor ze de afgrond overgaan, moet Nico beloven aan Percy dat ze elkaar aan de deuren van de Dood terug zullen zien.
Hoewel de anderen onzeker zijn over het lot van Percy en Annabeth, zijn Nico en Hazel zeker. Als kinderen van de God van de Doden, voelen ze dat de twee helden nog niet gestorven zijn. Leo voelt zich verantwoordelijk voor de val van Percy en Annabeth. Hij denkt dat dit de gevolgen zijn van het gelukskoekje van Nemesis dat hij geopend heeft. De Argo II zet zeil naar Griekenland.

## Personages
Zie ook Lijst van Personages Kamp Half-Bloed Kronieken van Rick Riordan

### Hoofdpersonages
- Annabeth Chase – Dochter van Athene (Romeins: Minerva) heeft de opdracht de Athena Parthenos terug te brengen. Vriendin van Percy Jackson.
- Leo Valdez – Zoon van Hephaestus (Romeins: Vulcanus)
- Piper McLean – Dochter van Aphrodite (Romeins: Venus). Vriendin van Jason Grace.
- Perseus (Percy) Jackson – Zoon van Poseidon (Romeins: Neptunus) Recent hersteld van geheugenverlies. Was praetor in Kamp Jupiter. Vriend van Annabeth Chase.
- Jason Grace –Zoon van Jupiter en praetor van Kamp Jupiter, recent hersteld van geheugenverlies. Vriend van Piper McLean.
- Frank Zhang – Zoon van Mars en nazaat van Poseidon. Vriend van Hazel Levesque.
- Hazel Levesque – Dochter van Pluto, recent teruggekeerd uit de dood. Vriendin van Frank Zhang.

### Andere personages
- De Aloadae: Ephialtes and Otis – Deze tweelingsreuzen waren geboren als tegenhangers van Dionysus/Bacchus, en zijn dus, geboren acteurs.
- Arachne – Een trotse weefster die in een spin veranderd werd omdat ze beweerde beter te zijn dan de godin Athene.
- Arion – De onsterfelijke paardenzoon van Ceres en Neptunus; Hazel's rijdier.
- Athene/Minerva – Godin van strategie, intelligentie en handbewerking.
- Ella – Een harpij met een voorliefde voor boeken. Ze is erin geslaagd de Sibyllijnse Boeken te memoriseren.
- Gaea – De oergodin van de Aarde. Ze wil de goden omverwerpen, zodat haar oudere kinderen, de reuzen kunnen regeren.
- Coach Gleeson Hedge – Satyr Bewaker van Kamp Half-Bloed. Hij is de chaperone aan boord van de Argo II.
- Nico di Angelo – Zoon van Hades, gevangengenomen door Ephialtes en Otis.
- Octavianus – Nazaat van Apollo en machtshongerige augur van Kamp Jupiter.
- Reyna Ramírez-Arellano –Dochter van Bellona en praetor van Kamp Jupiter.

## Release
Het teken van Athena kwam uit op 2 oktober 2012. Het is beschikbaar in hardcover, paperback, e-boek en audioboekformaten. Het volgende boek in de serie, Het huis van Hades, kwam uit op 8 oktober 2013.

## Recensies
Het boek heeft gemengde reviews ontvangen. Meann Ortiz van GMA Network zei dat het interessant was om de personages te zien groeien, maar de verschillende romantische plots voelen soms geforceerd aan. Het format en plot is gelijkaardig aan eerdere boeken van Rick Riordan, maar wordt toch niet echt saai en voorspelbaar."
Een review van The Guardian was anders gezind en noemde Het teken van Athena “het beste boek in de serie tot nu toe”. Veel lof ging uit naar de “grappige stukken” uit het boek.
"De auteur slaagt erin te blijven boeien met een originele invalshoek, avontuurlijke missies, levendige acties, onverwachte wendingen, geestige dialogen in een bijzonder realistische en hedendaagse setting."